# 赤拟谷盗
赤拟谷盗（Tribolium castaneum）是屬於鞘翅目拟步行虫科中的一種昆蟲。人們經常在儲藏的粮食（面粉、谷物、面食、饼干、豆类和坚果）中發現這種害虫。成年的赤拟谷盗很小，大约3-4毫米长，呈铁锈色、棕色或黑色。